# 杉玉

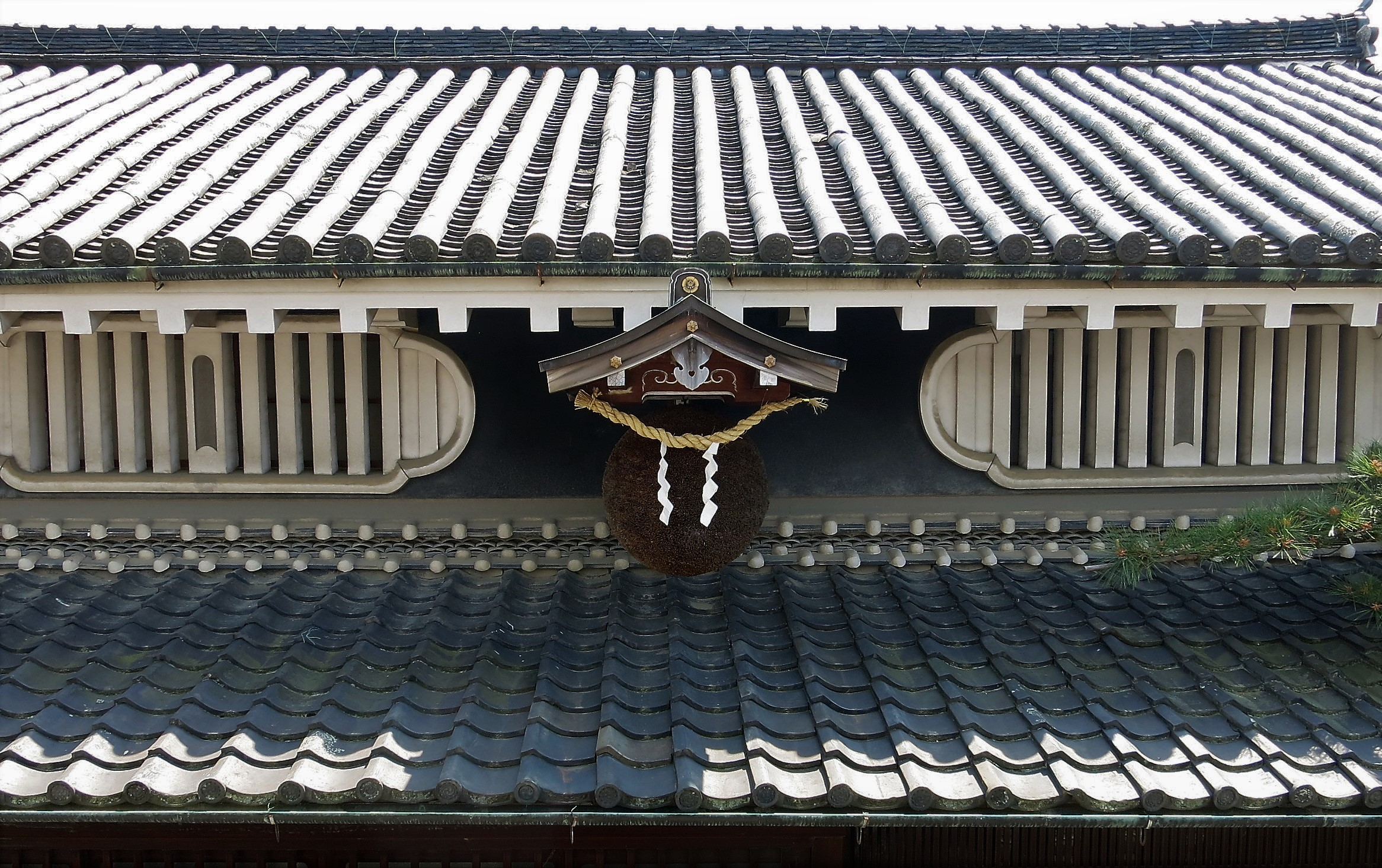
杉玉発祥の地、奈良の酒蔵に吊るされる杉玉（油長酒造）

杉玉（すぎたま、すぎだま）とは、スギの葉（穂先）を集めてボール状にした造形物。酒林（さかばやし）とも呼ばれる。日本酒の造り酒屋などの軒先に緑の杉玉を吊すことで、新酒が出来たことを知らせる。「搾りを始めました」という意味である。

## 概要

### 発祥

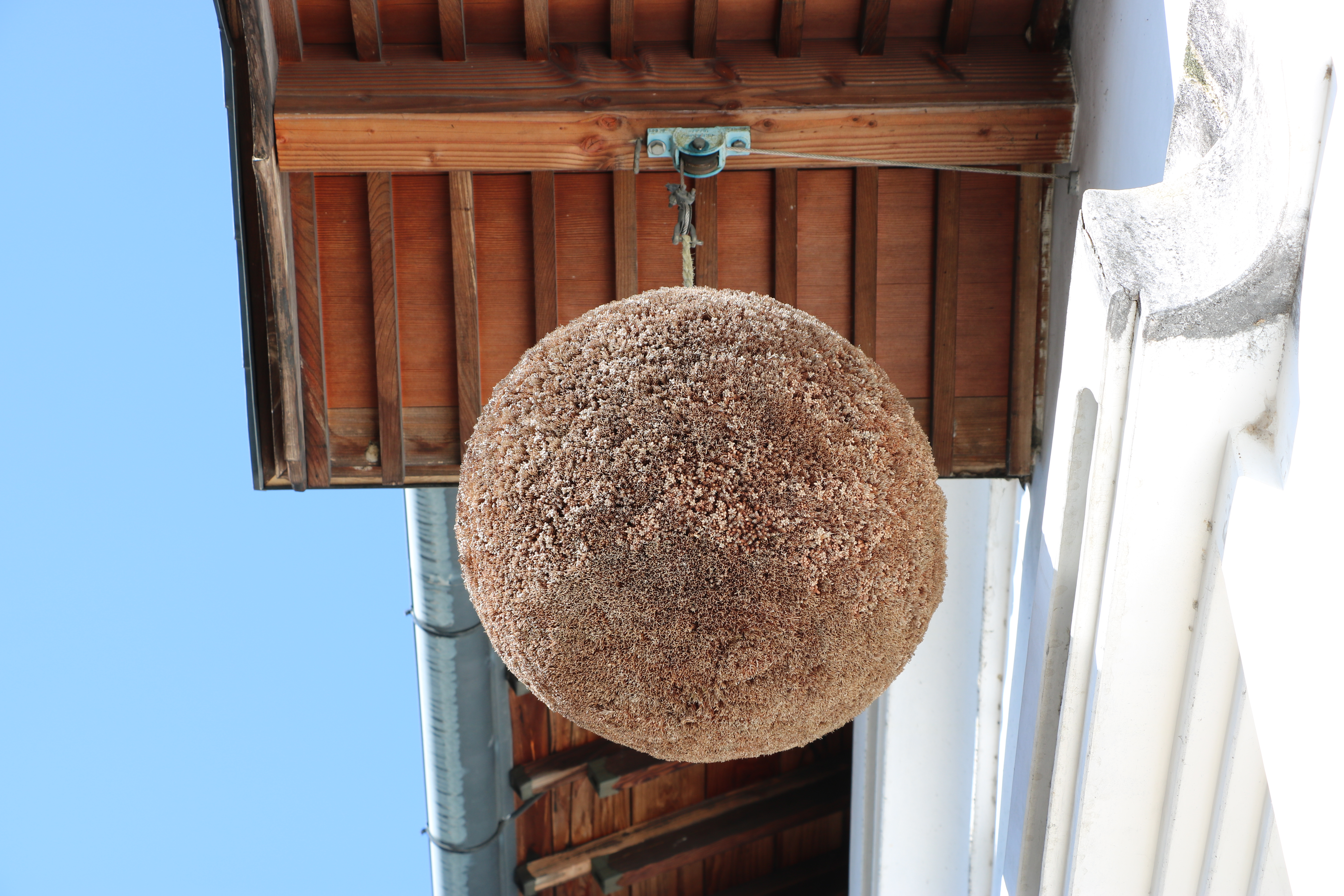
杉玉（酒造仙醸）

奈良県にある酒（日本酒）の神様を祭る大神神社の文化だったといわれる。
大神神社では、毎年11月14日に「おいしいお酒ができるように」という願いを込めて杉玉を飾ってきたが、その習慣が江戸時代初頭から全国の酒蔵へ広まったともいわれる。大神神社には酒栄講（さかえこう）と呼ばれる酒造関係者の信仰組織があり、11月の醸造安全祈願祭前後から講員に向けて杉玉を授与している。酒栄講は大正時代に造られた組織のため、その時にはすでに杉玉があったとみられる。大神神社がある三輪山周辺にはスギが多く自生し、三輪山のスギは聖なるものとされているため、スギを使った杉玉ができたとされている。本来は三輪山のスギで作られた杉玉を飾ることが習わしだったが、現在では各地の酒蔵が独自に製造したり、業者に依頼して作成していることが多い。

### 意味
杉玉はおおむね2月から3月に飾られるが、この時期は新酒の季節であり、「今年も新酒ができましたよ」という目印になる。吊るされたばかりの杉玉はまだ蒼々としているが、やがて枯れて茶色がかってくる。緑色（2月から6月頃）は新酒の季節、薄い緑（初夏から夏頃）は夏酒、枯れた茶色（秋頃）はひやおろしの季節というように、日本酒造りの時期と杉玉の色は同調しており、杉玉の色の変化がまた人々に、新酒の熟成の具合を伝える。
今日では、酒屋の看板のように受け取られがちであるが、元々は酒の神様に感謝を捧げるものであったとされる。
俗に一休宗純の作とされるうた「極楽は何処の里と思ひしに杉葉立てたる又六が門」は、杉玉をうたったものである。
スギの葉は酒の腐敗をなおすからスギの葉をつるすという説もある。

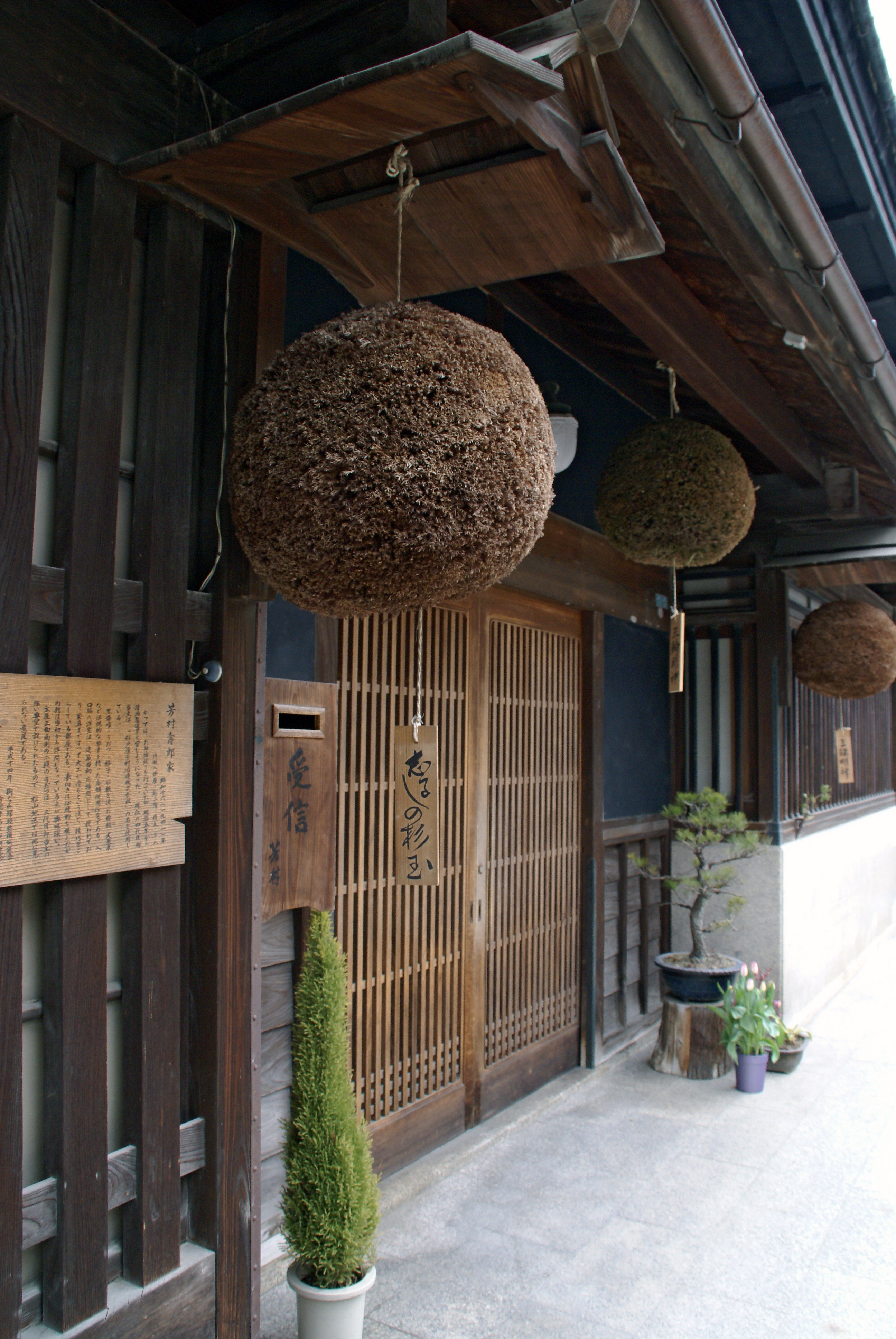
造り酒屋の玄関の杉玉
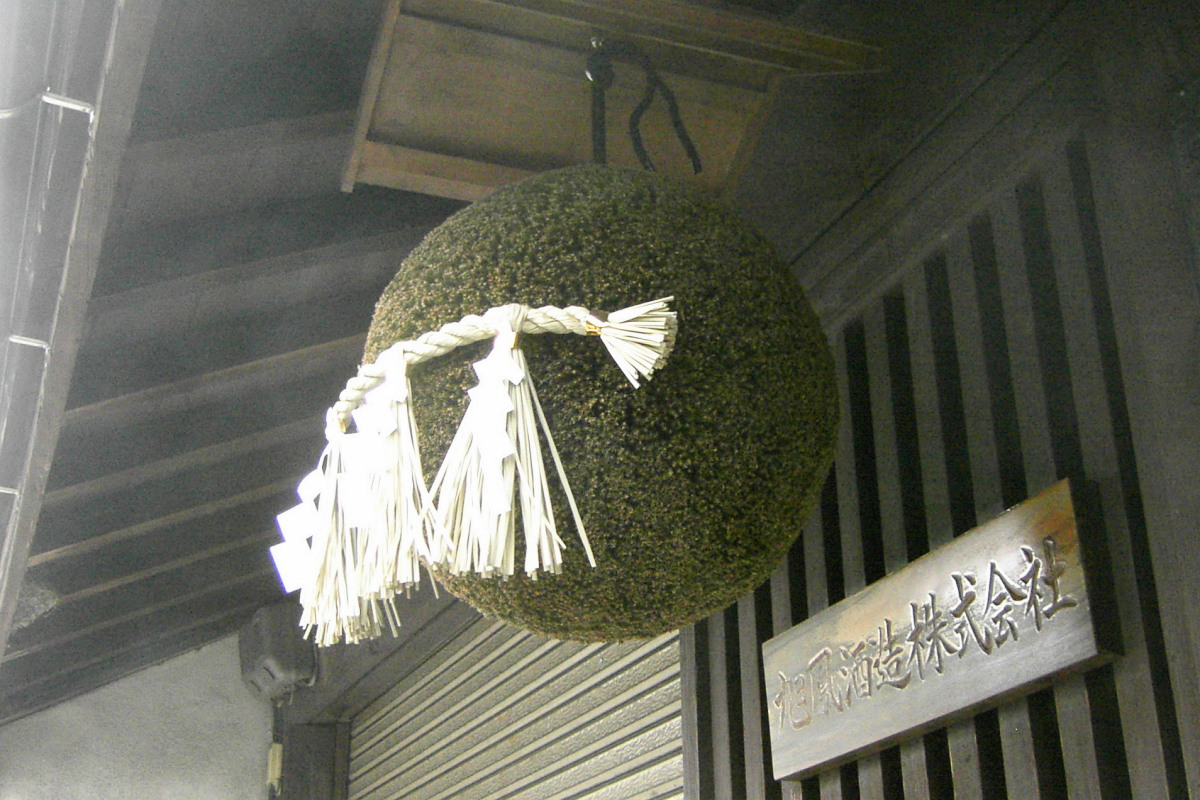
蒼々とした杉玉
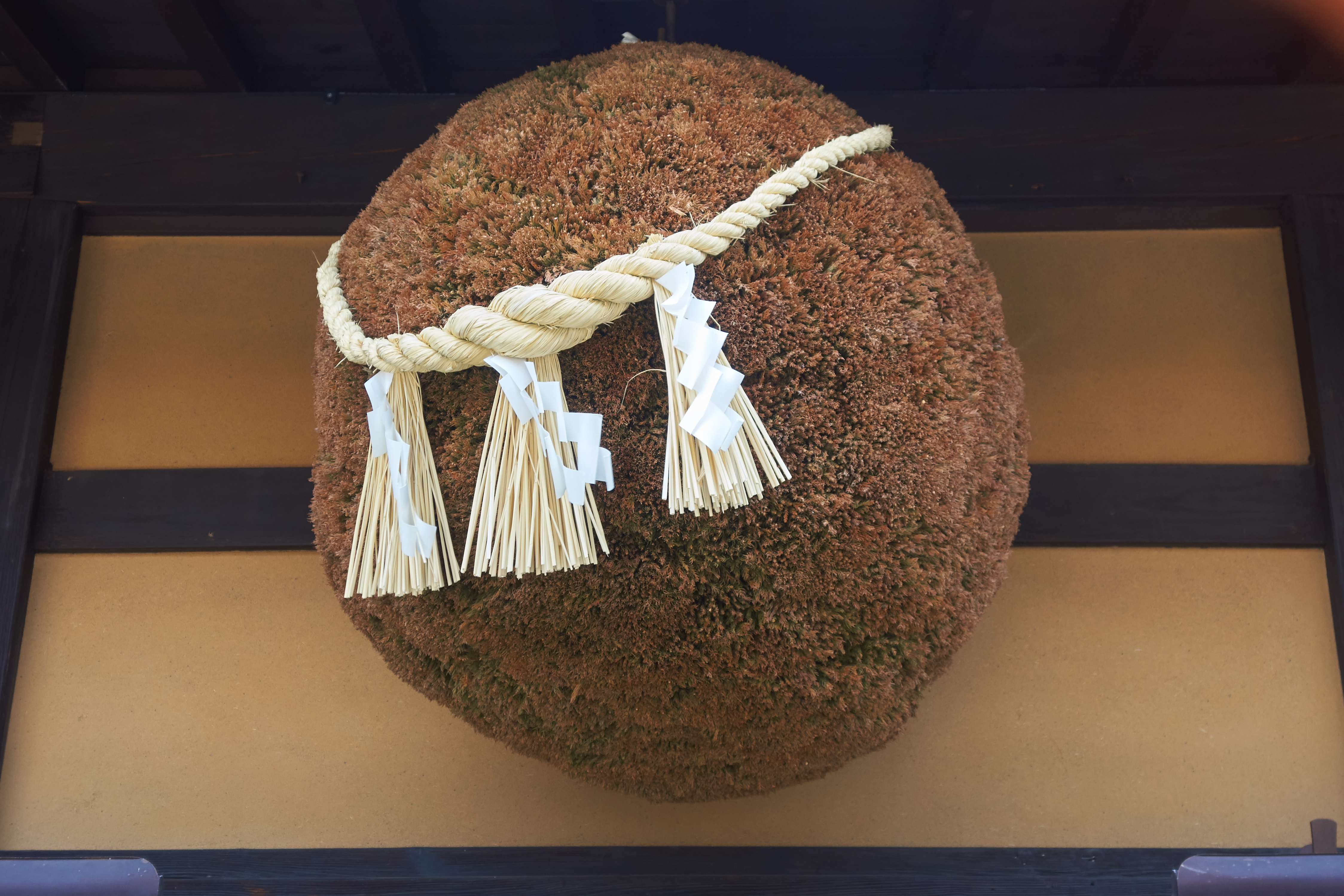
しめ縄がかかった杉玉
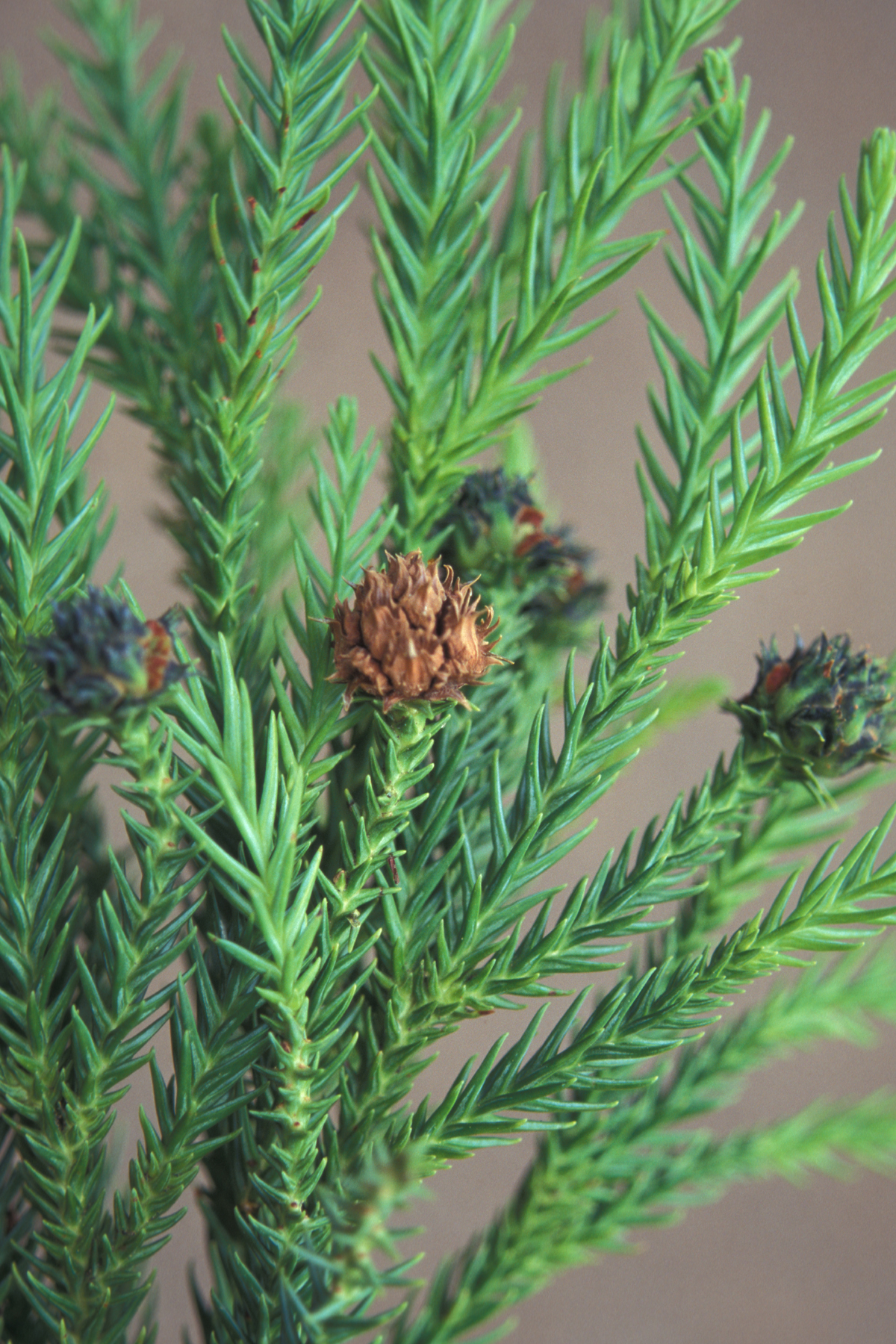
スギの穂先

| - 造り酒屋の玄関の杉玉 - 蒼々とした杉玉 - しめ縄がかかった杉玉 - スギの穂先 |

## 作り方
針金で芯となるボール（できあがりの半分ぐらいの大きさ）を造り、杉の葉を下方から順に差し込んで固定していく。上まで刺したら、球状になるようにきれいに刈り揃えて完成である。